# فيل جونسون (محامي)
فيل جونسون (بالإنجليزية: Phil Johnson)‏ هو قاضي ومحامي أمريكي، ولد في 24 أكتوبر 1944.

## وصلات خارجية
- فيل جونسون على موقع إن إن دي بي (الإنجليزية)